# Julie Greciet
Julie Greciet (Bayonne, 27 november 1986) is een Franse golfprofessional. Ze debuteerde in 2009 op de Ladies European Tour.

## Loopbaan
Op 8-jarige leeftijd begon Greciet te golfen en werd gecoacht door haar vader Roger. Later studeerde ze in een sportschool in Biarritz. In december 2007 werd ze golfprofessional. In 2009 debuteerde ze op de Ladies European Tour. Op 27 juli 2014 behaalde ze haar eerste prof- en LET-zege door de Sberbank Golf Masters te winnen.

## Prestaties

### Professional
Ladies European Tour
| Nr. | Datum        | Toernooi              | Score        | Score | Info            |
| --- | ------------ | --------------------- | ------------ | ----- | --------------- |
| 1   | 17 juli 2014 | Sberbank Golf Masters | 66-64-66=196 | –17   | Eerste profzege |